# Villa Wartholz
Die Villa Wartholz oder Schloss Wartholz ist eine ehemalige Kaiservilla in Reichenau an der Rax in Niederösterreich. Der Name leitet sich von einer in der Nähe befindlichen spätgotischen Lichtsäule aus der Zeit um 1500 her, die den Namen Wartkreuz trug. In der Villa findet seit 2008 jährlich der Literaturwettbewerb Wartholz statt.

## Geschichte
Wartholz wurde von Heinrich Missong (1844–nach 1901)  nach einem Entwurf von Heinrich Ferstel im historistischen Baustil in den Jahren 1870 bis 1872 im Auftrag von Erzherzog Karl Ludwig, Bruder von Kaiser Franz Joseph I., gebaut. Der schlossartige Bau mit Türmen wurde weniger für Repräsentations- denn für Erholungszwecke geplant.
Karl Ludwig verbrachte auch schon vorher viel Zeit in dieser Gegend, die den Jagden des Kaiserhofes vorbehalten war. Das Karl-Ludwig-Haus des ÖTK auf der Rax wurde nach ihm benannt.
Die Villa wurde so geplant, dass man einen Blick über das ganze Tal hatte. Es wurde aber rundherum als Sichtschutz ein Wald angelegt, sodass es im Endeffekt kaum eine weite Aussicht gab.
Da das Gebiet um Reichenau seit dem Bau der Südbahn zu einem beliebten Ausflugsgebiet der adeligen Gesellschaft wurde, trafen sich in der Villa Wartholz immer wieder Mitglieder der kaiserlichen Familie sowie Mitglieder des Hochadels, Künstler und Wissenschaftler. So entstanden in der Nähe auch noch andere Palais, wie das Schloss Rothschild.

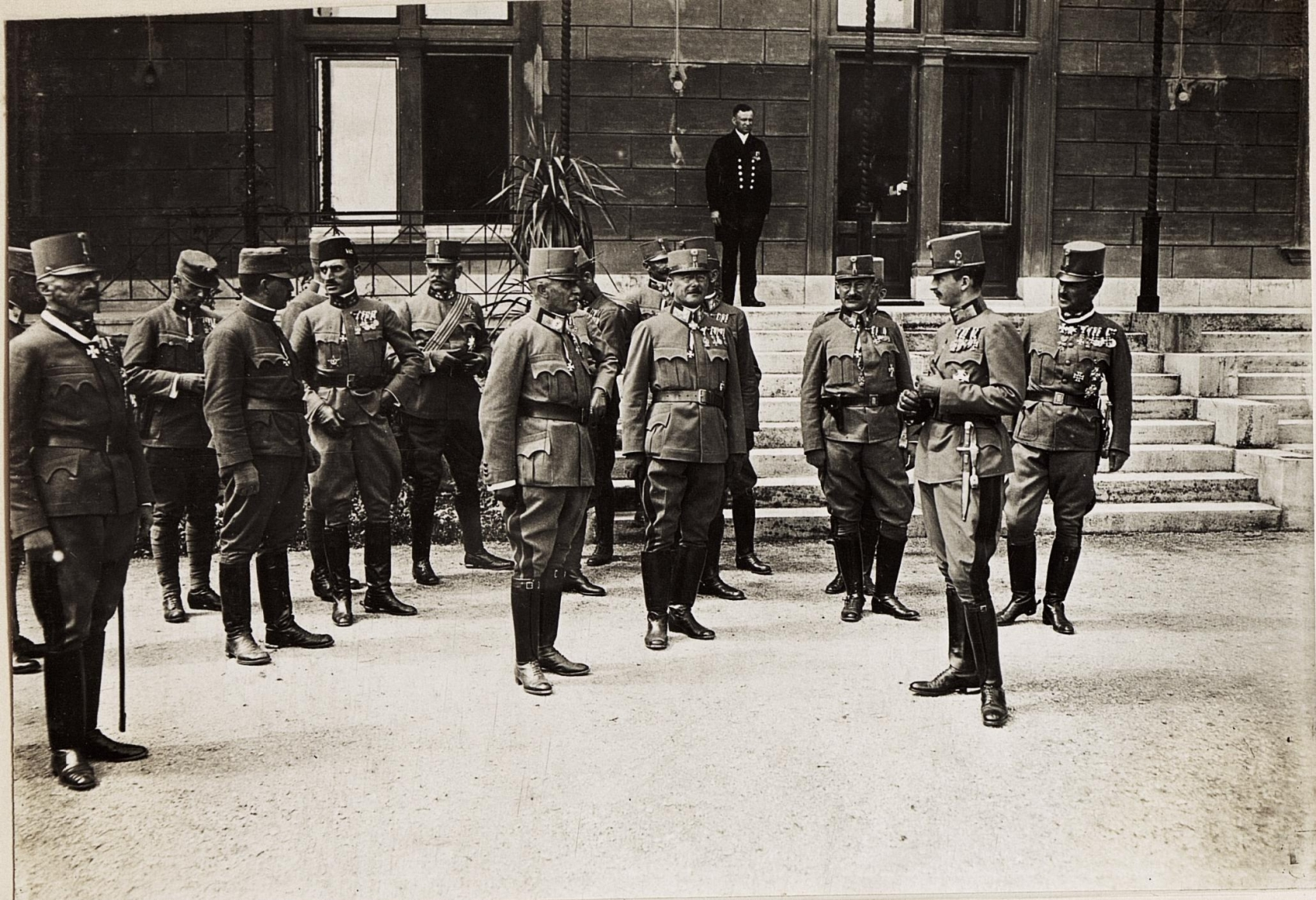
Foto von der Verleihung des Maria-Theresien-Ordens am 17. August 1917 in der Villa Wartholz

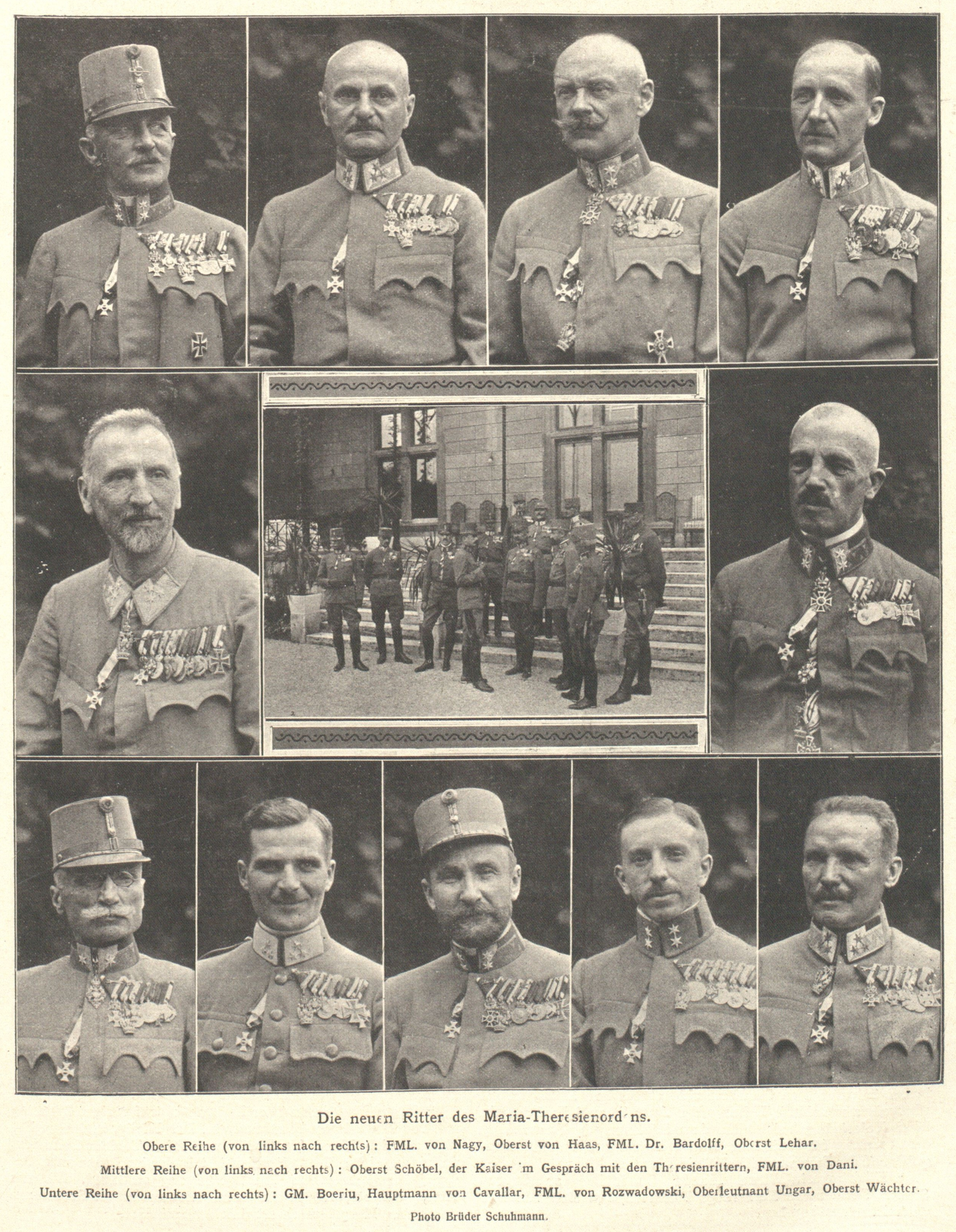
Fotos von der Verleihung des Maria-Theresien-Ordens am 17. August 1917 in der Villa Wartholz

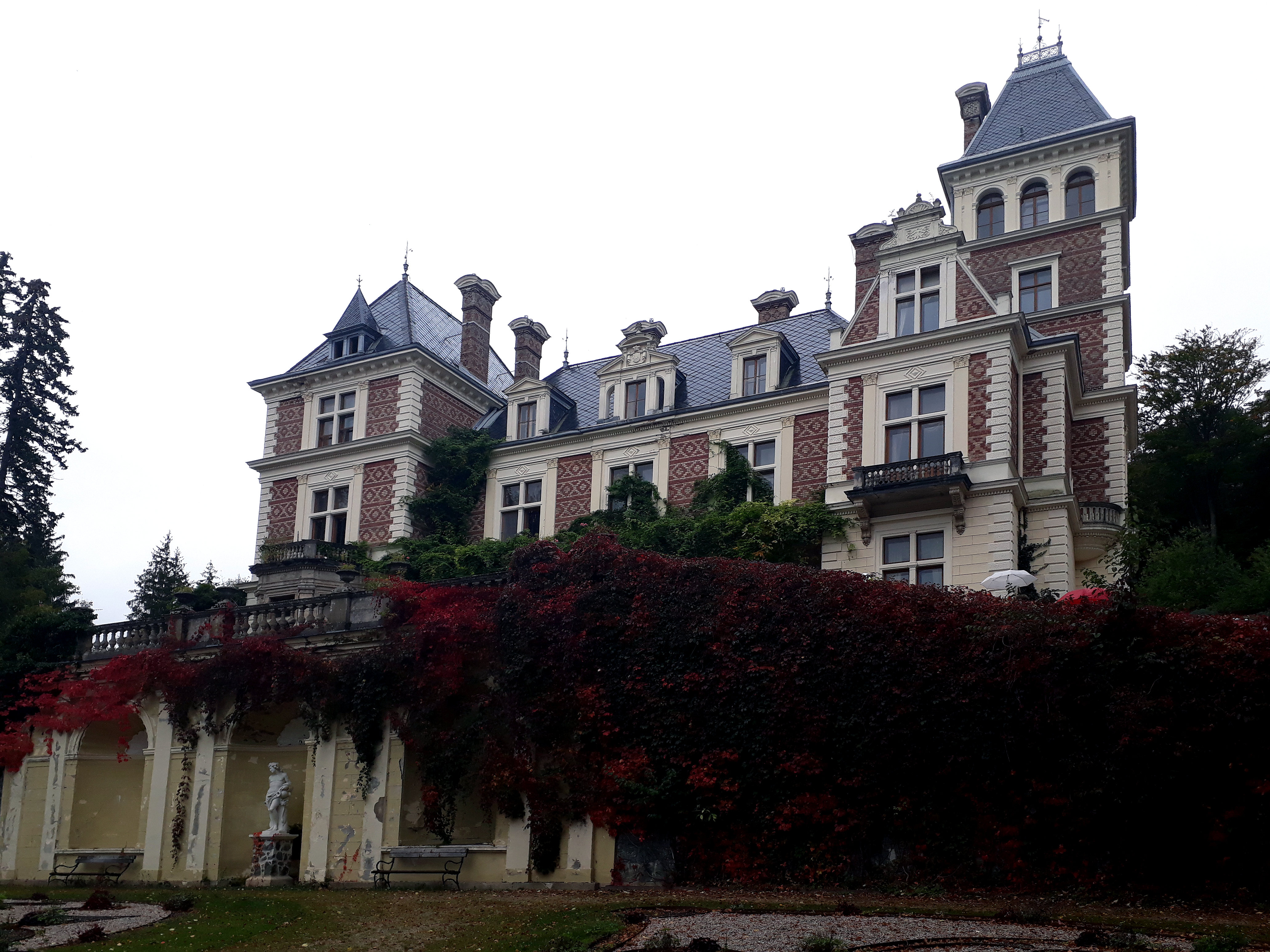
Villa Wartholz

Die Villa benutzten auch Kaiser Karl I. und Kaiserin Zita; Karl I. war privat Eigentümer der durch Erbschaft an ihn gelangten Villa. Sein Sohn Otto von Habsburg (1912–2011), nach Karls Tod 1922 bis 1973 Eigentümer der Villa, wurde in der Villa Wartholz geboren. Auch die Taufe und die Erstkommunion empfing er in der Kapelle, die sich in der Villa befand.
Am 17. August 1917 hielt Karl I. aus Anlass seines ersten Geburtstages inmitten des Weltkrieges in der Villa eine Zeremonie ab, in der er den Maria-Theresia-Orden an 24 Offiziere überreichte (vier Kommandeure, 20 Ritter), unter denen sich Erzherzog Josef August, Kövess, Dankl, Arz, Wurm und Banfield befanden. Von 27. Juli bis 22. Oktober 1918 diente Wartholz als offizieller Sitz des k.u.k. Hofes, ehe der Monarch nach einer letzten Reise zur Einweihung der Universität Debrecen nach Wien zurückkehrte. Während dieser Zeit fanden dort am 17. August 1918 weitere Promovierungen zum Maria-Theresia-Orden statt, wobei unter anderem Bardolff, Lehár, Wächter, Rozwadowski und Cavallar ausgezeichnet wurden.
Da die Liegenschaft Privateigentum eines Habsburgers war, blieb sie vom 1919 beschlossenen Habsburger-Gesetz unberührt. 1973 verkaufte Otto Habsburg-Lothringen das Anwesen (ohne Inventar) an das Land Niederösterreich, dieses verkaufte es aber bald weiter. 1982 erwarb ein Architekt die Villa, der plante, hier eine Kaiser Karl-Gedächtnisstätte einzurichten. Dieses Vorhaben erwies sich für den Betreiber jedoch als ökonomisch nicht realisierbar. Das Anwesen musste erneut verkauft werden. Es steht seit 1999 im Eigentum der Besitzer des benachbarten großen Garten- und Dekorcenters, das auf demselben Grundstück liegt. Das Gebäude wurde in den letzten Jahren umfassend restauriert.
Im Sommer 2023 wurde in der Villa Wartholz die Universum-History-Folge Verbotenes Begehren – Meilensteine queerer Geschichte mit Karl Markovics als Sigmund Freud und Christina Cervenka als dessen Patientin Margarethe „Gretl“ Csonka gedreht.